# It's not them. It couldn't be them. It is them!
It's Not Them. It Couldn't Be Them. It Is Them! is het 34e studioalbum van de Amerikaanse indierockband Guided by Voices. Het album werd uitgebracht op 22 oktober 2021 en was het tweede album van de band in 2021. Travis Harrison verzorgde de productie en het afmixen.

## Ontvangst
Mark Deming van AllMusic noemde het album in zijn recensie "(...) the strongest and most capable edition of GbV to date". Volgens hem is Pollard beter dan ooit in staat om kwalitatief hoogwaardig werk af te leveren. Het eerste nummer Spanish Coin vergeleek hij met de sound van psychedelische-rockzanger Arthur Lee (Love). De single My (Limited) Engagement werd door Jon Blistein van Rolling Stone een "hook-laden heavy guitar pop/rock with a soaring vocal melody" genoemd. Paul Rowe van PopMatters gaf het album een 8. Hij prees het album om zijn muzikale diversiteit; de band speelt nummers hij rekent tot de powerpop, garagerock, donkerdere rock en spoken word.

## Tracklist
Alle muziek en teksten zijn geschreven door Robert Pollard. 
| Nr. | Titel                                | Duur |
| --- | ------------------------------------ | ---- |
| 1.  | Spanish Coin                         | 3:20 |
| 2.  | High in the Rain                     | 3:40 |
| 3.  | Dance of Gurus                       | 2:37 |
| 4.  | Flying Without a License             | 2:47 |
| 5.  | Psycho House                         | 2:47 |
| 6.  | Maintenance Man of the Haunted House | 2:43 |
| 7.  | I Share a Rhythm                     | 2:02 |
| 8.  | Razor Bug                            | 1:06 |
| 9.  | I Wanna Monkey                       | 2:49 |
| 10. | Cherub and the Great Child Actor     | 2:06 |
| 11. | Black and White Eyes in a Prism      | 4:39 |
| 12. | People Need Holes                    | 2:43 |
| 13. | The Bell Gets Out of the Way         | 2:27 |
| 14. | Chain Gang Island                    | 3:51 |
| 15. | My (Limited) Engagement              | 2:05 |

## Bezetting
- Robert Pollard, zang
- Doug Gillard, gitaar
- Bobby Bare jr., gitaar
- Mark Shue, bas
- Kevin March, drums